# Krkonošské centrum environmentálního vzdělávání
Krkonošské centrum environmentálního vzdělávání (zkratka KCEV) je mediatéka ve Vrchlabí, v níž se nachází knihovna, auditorium, učebna s laboratoří a jednopodlažní garáží spadající pod Správu KRNAP. Stavba byla vyprojektována v roce 2009, a veřejnosti zpřístupněna v roce 2013. Většina budovy se ukrývá pod zemí, nad povrch vyčnívá právě o tolik, aby dovnitř mohl proudit dostatek světla. Pro svůj podzemní charakter a environmentální účel si stavba získala přezdívku Krtek.
Během týdne v centru probíhají přednášky a externí výuka pro školy, o víkendech je centrum přístupné všem návštěvníkům. Cílem centra je vychovávat případné návštěvníky Krkonošského národního parku tak, aby přírodu neničili, rozuměli jí a měli z ní požitek.

## Historie
Stavba byla vyprojektována v roce 2009 architektonickým ateliérem HŠH architekti, který se později transformoval do architektonické kanceláře Petra Hájka. Výstavba začala na jaře 2011 a jejím generálním dodavatelem byla firma Metrostav. Slavnostní otevření s názvem „Oživení Krtka" proběhlo 9. ledna 2013. Nová budova dotvořila rekonstrukci celého areálu Správy KRNAP.
Projekt stál 88 715 080 Kč. Celkem 85 % financí přispěl Evropský fond pro regionální rozvoj (Operační program Životní prostředí), 10 % přispěla Správa KRNAP a 5 % byl příspěvek ze státního rozpočtu České republiky.

## Popis
Střecha je zvenku pokryta rozchodníkem, aby maximálně splývala s okolním parkem. Sám architekt Hájek ho označil za „hybrid – křížence domu a krajiny". Z vnitřní strany je strop z pohledového betonu opracován do rozlámaného polygonu, který má připomínat rozeklané vrcholy Krkonoš. Na hranách betonových ploch je i uvedeno, jakému štítu odpovídá sklon dané části stropu.
Budova je vytápěna tepelným čerpadlem.